# Hans Hansen (veslač)
Hans Egil Hansen, norveški veslač, * 1. junij 1915, † 17. julij 2005. 
Hansen je za Norveško nastopil na Poletnih olimpijskih igrah 1948 in z osmercem osvojil bronasto medaljo.